# Euconnus bifurcatus
Euconnus bifurcatus (лат.) — вид коротконадкрылых жуков рода Euconnus из подсемейства Scydmaeninae. США.

## Распространение
США: южный Техас на границе с Мексикой.

## Описание
Мелкие коротконадкрылые жуки. Тело оранжево-коричневое; длина 0,93—1,00 мм; отношение длины к ширине 2,62, отношение длины к ширине надкрылий 1,30; щетинки надкрылий прямые, умеренно густые и длинные. Голова: клипеальный зубец присутствует до вершины, срединный продольный киль отсутствует; фронтоклипеус между усиками вертикальный. Фасеточные глаза при боковом виде округлые с задним краем слегка вогнутым, содержат около 50 фасеток. Переднеспинка: основание гладкое, антебазальное поперечное вдавление отсутствует, отсутствуют антебазальные ямки. Ноги: передние голени узкие, с более плотными волосками на вершинной трети переднемезального края; средние и задние голени не модифицированы; членики задних лапок I—IV почти равны по длине. Булава усиков 3-члениковая, антенномеры IX—X отчётливо поперечные.

## Классификация
Вид был впервые описан в 2021 году американскими энтомологами Карлом Стефаном (Karl H. Stephan) и Дональдом Чэндлером (Department of Biological Sciences, Университет Нью-Гэмпшира, Дарем, Нью-Гэмпшир, США) по типовым материалам из США и включён в состав видовой группы Group I из подрода Napochus.